# Kristus, hjälten, han allena
Kristus, hjälten, han allena är en psalm med text skriven 1919 av Gustav Thorsell och redigerad av honom 1934. Musik är skriven 1649 av Johann Crüger.

## Publicerad i
- Den svenska psalmboken 1986 som nr 581 under rubriken "Efterföljd – helgelse".